# Onze Unidos
El Clube Desportivo Onze Unidos es un equipo de fútbol de Cabo Verde, de la localidad de Porto Inglés en la isla de Maio y que juega en Campeonato Regional de Fútbol de Maio, una de las ligas regionales que conforman el fútbol del país.
Su mejores resultados son la conquista de un campeonato caboverdiano de fútbol en el año 2001 y una Copa Caboverdiana de Fútbol en el 2012. Es el equipo con más títulos a nivel regional con una total de 10 ligas y 4 copas.

## Estadio
El Onze Unidos juega en el Estadio Municipal 20 de Janeiro, el cual comparte con el resto de equipos de la isla, ya que en él se juegan todos los partidos del Campeonato Regional de Fútbol de Maio. Tiene una capacidad para 1 000 espectadores.

## Palmarés
- Campeonato caboverdiano de fútbol: 1

2001
- Copa Caboverdiana de Fútbol: 1

2012
- Campeonato Regional de Fútbol de Maio: 10

1995-96, 1998-99, 2000-01, 2001-02, 2002-03, 2003-04, 2004-05, 2008-09, 2010-11 y 2016-17
- Copa de Maio: 4

2012, 2015 y 2017
- Supercopa de Maio: 1

2015
Nota: Falta por determinar un año en el que fue campeón de la copa de Maio